# Стуфионе (Модена)
Стуфионе је насеље у Италији у округу Модена, региону Емилија-Ромања.
Према процени из 2011. у насељу је живело 439 становника. Насеље се налази на надморској висини од 21 м.